# Shigeyuki Hiroki
Shigeyuki Hiroki (japanska: 廣木重之?, Hiroki Shigeyuki), född 22 maj 1955, är en japansk diplomat. 2018–2021 var han Japans ambassadör i Stockholm.
Shigeyuki Hiroki har en juristexamen från Hitotsubashi universitet. Han har tjänstgjort inom det japanska utrikesministeriet sedan 1979. Mellan 2009 och 2011 var han Japans ambassadör i Afghanistan, 2011–2013 tjänstgjorde han som generalkonsul i New York och 2014–2018 var han ambassadör i Sydafrika.
Som ambassadör i Sverige väckte han uppmärksamhet för sitt twitter-konto där han delade med sig av sina upplevelser av svensk och japansk kultur.